# Madonna col Bambino (Nicola Giolfino)
Madonna con il bambino è un'opera del pittore veronese Nicola Giolfino oggi conservata nel museo di Castelvecchio a Verona. Lo stato di degrado in cui si trova impedisce una lettura completa dell'opera, tuttavia si ritiene possa essere ascritta alla produzione più tarda del Giolfino. Opera considerata oggi di modesta qualità, nel 1871 venne giudicata «una delle più finite del Giolfino» da parte del pittore Carlo Ferrari.